# 大野勇 (高知市長)
大野 勇（おおの いさむ、1880年〈明治13年〉1月10日 – 1973年〈昭和48年〉11月5日）は、日本の政治家。高知市長。財団法人板垣伯銅像記念碑建設同志会第8代会長。財団法人板垣伯銅像保存会初代会長、財団法人板垣会と名称変更後の初代会長

## 来歴
教育者・大野直賢の長男として、高知県高岡郡別府村（のちの仁淀村、現在の仁淀川町）に生まれる。母は中越常太郎の長女・梅代。
高知師範学校卒。中等教員検定試験に合格する。台湾に渡り、台湾総督府立中学（現在の台北市立建国高級中学）、松本中学（現在の長野県松本深志高等学校）ほか各中学校教諭を歴任する。京都市役所に入り、視学、社会課長となり、1928年（昭和3年）に市政研究のため、欧米に出張する。パリの市営競馬や清掃制度、市場研究に重点を置き、帰国後に京都中央市場の設立に力を尽くし、市場長となる。その後、京都市助役となる。1941年（昭和16年）に高知市長に就任、この時、財団法人板垣伯銅像記念碑建設同志会第8代会長にも就任した。
就任した年の暮れにあたる12月8日、支那事変が拡大し大東亜戦争が勃発。国家総動員体制下での市政運営を迫られた。1942年（昭和17年）6月には高知市は周辺の10ヶ町村を合併し、市域を拡大した。戦時体制は強化される一方、戦況は悪化の一途をたどり、1945年（昭和20年）7月4日、高知市も空襲を受けた（高知大空襲）。やがて終戦となり、大野は終戦後も市長の職に留まっていたが、1946年（昭和21年）7月20日、公職追放を予見して辞職した。

## 家系
先祖は大野直昌の弟で、伊予国大洲若宮亀の城主・大野直之。直之は河野弾正の女を娶り、土佐国吾川郡森山に住した。法名は直心院殿円行道知大居士。墓は愛媛県喜多郡島阪村にあり、直之の子・大野新助直隆は長曾我部氏に仕えた。のち小野姓に改め元和7年8月24日に没した。法名は寿明院殿徹僊長栄居士。墓は名野川森山にあり、毎年10月19日を例祭日として大野氏・小野氏が参集する。

## 著書
- 『喜寿・凡語』高知県文教協会、昭和32年（1957年）1月1日
- 『わたくし』昭和38年（1963年）10月5日